# Гизела Баварска
Гизела Баварска (на немски: Gisela von Bayern; * 984/985, вероятно в дворец Абах при Регенсбург; † 7 май 1060, манастир Нидернбург при Пасау) е баварска принцеса и кралица на Унгария. В католическата църква тя е почитана като блажена.

## Биография
Дъщеря е на баварския херцог Хайнрих II от род Лиудолфинги (Саксонска династия) и на Гизела Бургундска († 1006), дъщеря на Конрад III, крал на Горна Бургундия от род Велфи. По-малка сестра е на Хайнрих II († 1024), император на Свещената Римска империя, и на Бруно († 1029), епископ на Аугсбург.
Гизела е възпитавана в манастир в Регенсбург и е ученичка на свети Волфганг, епископ на Регенсбург.
Гизела се омъжва десетгодишна през 995 г. за по-големия с десет години Ищван (Стефан I) от род Арпади, който става по-късно крал на Унгария. Съпругът ѝ е коронован за цар на 25 декември 1000.
След смъртта на Ищван през 1038 г. тя е преследвана и пленена. През 1042 г. крал Хайнрих III освобождава Гизела и я завежда обратно в Бавария, където става абатиса на бенедиктинския женски манастир Нидернбург в Пасау. Тя прави на манастира много подаръци и остава там до смъртта си.
Гизела участва в християнизирането на Унгария, което ѝ носи омразата на нехристиянската национална партия. Тя подарява множество манастири и църкви. Гизела Баварска поръчва и поставя позлатен кръст, „Кръстът на Гизела“, на майка си в църквата на манастира Нидермюнстер в Регенсбург.
Гизела е почитана като блажена на 7 май и 1 февруари. Нейният гроб е цел на множество поклоници от Унгария.
- Кръстът на Гизела в Мюнхен
- Гробът на блажена Гизела Баварска в манастира Нидернбург

## Деца
- Свети Емерик (Имре, * 1007; † 2 септември 1031), умира при лов на мечки
- Ото
- Агата, съпруга на Едуард, крал на Англия